# Oberer Bockhartsee
Der Obere Bockhartsee (auch Kleiner Pochartsee, Oberbockhartsee, Oberer Pochartsee und Oberer Pochhartsee) ist ein See in der Gemeinde Bad Gastein im österreichischen Bundesland Salzburg.

## Geografie
Der Obere Bockhartsee befindet sich in der Katastralgemeinde Böckstein der Gemeinde Bad Gastein und im Landschaftsschutzgebiet Gasteiner-Tal. Er liegt auf einer Höhe von 2074 m ü. A. Die umstehenden Berge sind der Silberpfennig (2600 m ü. A.) im Nordosten, der Kolmkarspitz (2528 m ü. A.) im Südosten und der Seekopf (2414 m ü. A.) im Süden. Im See hat der Bockhartseebach seinen Ursprung, der weiter talabwärts durch den Unteren Bockhartsee fließt, bevor er linksseitig in die Nassfelder Ache mündet. Die Fläche des Oberen Bockhartsees beläuft sich auf etwa 3,0 ha. Er ist bis zu 6 m tief. An den Uferbereichen des naturbelassenen Bergsees gibt es große Flachwasserzonen.
Der See ist im Besitz der Österreichischen Bundesforste. Der Zimburgweg ist ein Wanderweg vom Oberen Bockhartsee auf die Miesbichlscharte unterhalb des Gipfels des Ortbergs. Er ist nach dem Gasteiner Kurdirektor und Lokalhistoriker Heinrich Zimburg (1895–1978) benannt.

## Geschichte
Am Fuß des Silberpfennigs zwischen dem Oberen und dem Unteren Bockhartsee wurde früher Bergbau betrieben. In den Halden fanden sich Eisenspat, Eisenkies, Arsenkies und Bleiglanz.
Ein 350 ha großes Landschaftsschutzgebiet Ober u. Unter Bockhartsee wurde im Jahr 1965 ausgewiesen. Dieses ging im 1978 gegründeten und weitaus größerem Landschaftsschutzgebiet Gasteiner-Tal auf.

## Ökologie
Der Obere Bockhartsee ist ein oligotropher (nährstoffarmer) See mit besonders großem ökologischem Wert. Im Gewässer leben Bachsaiblinge. Diese können von Jahreskartenbesitzern des Fischervereins Gastein in den Sommermonaten gefischt werden. Am See wurde die Vogelart Steinschmätzer (Oenanthe oenanthe) beobachtet. Südlich des Gewässers erstrecken sich einige kleine Moore. Oberhalb der Bockhartseen wächst an mehreren Stellen Allermannsharnisch (Allium victorialis).